# Everett Reimer
Everett W. Reimer, död 1998, var en skolkritiker som skrev flera böcker om alternativa skolformer och pedagogik. 